# Controverse sur la paternité de la relativité
La controverse sur la paternité de la relativité porte sur la remise en cause de l'attribution de la relativité restreinte, de la relativité générale et de l'équation E=mc2 à Albert Einstein. Cette attribution est généralement admise, ce qui ne signifie pas que les savants qui ont travaillé sur ces sujets et ont apporté des avancées substantielles à la même époque soient pour autant ignorés dans les présentations de ces théories. Comprendre l'importance du rôle de chacun est une question délicate d'histoire des sciences et qui fait souvent l'objet de débats. Dans le cas de la relativité, ils ont pris une tournure parfois très polémique et très médiatique au point de s'éloigner des débats scientifiques.
L'approche de l'année 2005, choisie pour être année de la physique, en célébration du centenaire de l' annus mirabilis d'Albert Einstein, a été l'occasion pour de nombreux historiens des sciences de rappeler le travail de prédécesseurs : Hendrik Lorentz et Henri Poincaré en ce qui concerne la relativité restreinte, ainsi que David Hilbert dans le domaine de la relativité générale.
Dans certains cas, les thèses sont allées jusqu'à l'accusation de plagiat contre Einstein et de cabale des chercheurs allemands. Dans la francophonie, la campagne est surtout localisée en France.

## Controverses au sujet de la théorie de la relativité restreinte

### Citations des protagonistes de l'époque
Les protagonistes de la découverte de la relativité restreinte (Hendrik Lorentz, Henri Poincaré et Albert Einstein) ont parfois exprimé leur point de vue (directement ou indirectement) à propos de la paternité de cette théorie. Ces témoignages de première main (pas nécessairement objectifs) peuvent mettre en perspective les exégèses actuelles.
- Lorentz à Einstein en 1915[2] :

« Je sentis la nécessité d'une théorie plus générale, que j'ai tenté de développer plus tard [1904] mais qui a en fait été formulée par vous (et, dans une moindre mesure, Poincaré). »

- Einstein en 1907[3] :

« [...] de façon surprenante, il se révéla en fait, que pour surmonter la difficulté… il est seulement nécessaire d’appréhender le concept de temps avec suffisamment d’acuité. Il suffisait de s’apercevoir qu’on peut tout simplement définir comme temps une grandeur auxiliaire introduite par H. A. Lorentz, qu’il appelait temps local. Si l’on s’en tient strictement à cette nouvelle définition du temps, alors les équations fondamentales de la théorie de Lorentz sont en accord avec le principe de relativité, à condition seulement de remplacer les équations de transformation données plus haut par d’autres, qui soient en accord avec le nouveau concept de temps. L’hypothèse de H. A. Lorentz et FitzGerald apparaît alors comme une conséquence impérative de la théorie. »

- Lorentz en 1921[4] :

« Je n’ai pas établi le principe de relativité comme rigoureusement et universellement vrai. Poincaré, au contraire, a obtenu une invariance parfaite des équations de l’électrodynamique et il a formulé le postulat de relativité, terme qu’il a été le premier à employer. »

- Einstein en 1946[5] :

« Il est hors de doute que si l’on jette un coup d’œil rétrospectif sur son évolution, la théorie de la relativité était mûre en 1905. Lorentz avait déjà découvert, par l’analyse des équations de Maxwell, la transformation qui porte son nom. De son côté, H. Poincaré a pénétré plus profondément dans la nature de ces relations. Quant à moi, je n’avais connaissance, à cette époque, que de l’œuvre importante de 1895 de Lorentz mais non des travaux ultérieurs de Lorentz et, pas davantage, des recherches consécutives de Poincaré. En ce sens, mon travail de 1905 est indépendant. Ce qui est nouveau dans ce mémoire, c’est d’avoir découvert que la portée de la transformation de Lorentz dépassait sa connexion avec les équations de Maxwell et mettait en cause la nature de l’espace et du temps. Ce qui était également nouveau, c’est que l’invariance de Lorentz est une condition générale pour la théorie physique. »

### Faits communément admis

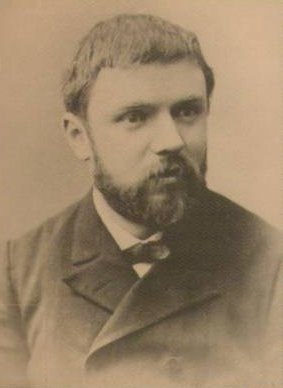
Henri Poincaré en 1887.

- En 1900, Henri Poincaré publie un article dans lequel il affirme qu'un rayonnement pourrait être considéré comme un fluide fictif d'une masse équivalente {\displaystyle m={\frac {E}{c^{2}}}}[6]. Il s'est inspiré pour cette interprétation de la « théorie des électrons » de Lorentz qui incorpore la pression de rayonnement de Maxwell.
- En 1900, Poincaré décrit une procédure de synchronisation pour des horloges en repos les unes par rapport aux autres[7],[8], très similaire[9] à celle publiée par Einstein dans son article de 1905[10].
- En 1905, Albert Einstein est le premier à suggérer que lorsqu'un corps matériel perd une énergie E (sous forme de radiation ou de chaleur), sa masse décroît d'une valeur égale à E/c2[11].
- Le 5 juin 1905[12], devant l'Académie des sciences à Paris, Poincaré complète les transformations de Lorentz et prouve l'invariance des équations de Maxwell[13] dans une note de 5 pages développée en un mémoire de 50 pages.
- L'article du 28 septembre 1905 d'Einstein ne contient aucune référence à d'autres articles. Il mentionne Lorentz en relation avec le traitement du champ électromagnétique. Poincaré n'est pas mentionné.
- Einstein a lu La Science et l'Hypothèse (1902) d'Henri Poincaré avant la rédaction de ses articles majeurs[14].
- Poincaré meurt en 1912, Einstein en 1955.

### Synthèse des controverses
Un grand nombre de thèses, attribuant plus ou moins de mérites à Einstein et à Poincaré, sont défendues dans une abondante bibliographie. Pour autant, on pourrait classer ces thèses dans quatre catégories principales représentant les quatre combinaisons, qui sont toutes possibles, entre :
- Concernant Einstein
  - E1 : Einstein a découvert la relativité restreinte, en ignorant les résultats de Poincaré, ou en étant indifférent vis-à-vis de ceux-ci.
  - E2 : Einstein a été influencé de manière décisive par les résultats de Poincaré (voire les aurait plagiés) et n'aurait pu aboutir sans ceux-ci.

- Concernant Poincaré
  - P1 : Poincaré n'a pas compris sur le moment (et d'ailleurs jamais compris) la signification physique profonde des transformations de Lorentz et l'essence de la relativité restreinte.
  - P2 : Poincaré a compris les conséquences physiques, et aurait pu découvrir la relativité restreinte, mais a été effrayé par ses conséquences ou les a rejetées pour des raisons épistémologiques[16].

La thèse E1/P1 est notamment défendue par Abraham Pais dans sa biographie d'Einstein.
La thèse E1/P2 est par exemple défendue par Gerard Holton dans son livre L'Imagination scientifique. Dans cette combinaison, la paternité est double.
La thèse E2/P1 est mentionnée dans le livre de Louis de Broglie, Savants et découvertes.
Pour la thèse E2/P2, voir la bibliographie ci-dessous.
Il existe de plus deux autres thèses, l'une, P3, défendue par Edmund Taylor Whittaker, Jules Leveugle, Jean-Paul Auffray, G. H. Keswani et Jean Hladik : 
- P3 Poincaré a parfaitement bien compris la relativité et l'a présentée sous sa forme complètement moderne, correcte et définitive le 5 juin 1905, avec quelques semaines d'avance sur Einstein.

et l'autre, E4/P4, soutenue par Yves Pierseaux et Gilles Cohen-Tannoudji, qui s'énonce ainsi :
- E4/P4 : « Poincaré et Einstein ont élaboré de manière quasi simultanée et indépendamment l'un de l'autre, deux théories de la relativité restreinte, qui se contredisent sur certains aspects mais qui ont chacune une cohérence propre. La théorie développée par Poincaré n'est pas un état inachevé de celle développée par Einstein, mais c'est bien une théorie de la relativité restreinte à part entière. La comparaison des deux théories est éclairante : primauté du continu, existence de l'éther, variable cachée (« temps vrai ») chez Poincaré, primauté du discontinu, non existence de l'éther, absence de variable cachée chez Einstein ».

#### Arguments des défenseurs du point de vue P1
Les défenseurs de ce point de vue, même s'ils reconnaissent que Poincaré a su prévoir E=mc² ou les formules de transformation de Lorentz, remettent en cause la compréhension et l'interprétation physique que Poincaré a données à ces formules. 
Un point important souvent cité est que Poincaré n'aurait pas compris (ou voulu accepter, pour les défenseurs de P2) que la relativité est en fait une théorie de l'espace-temps. 
Abraham Pais en donne la démonstration suivante :
Poincaré aboutit aux formules d'addition relativiste des vitesses et de la dynamique de l'électron en faisant trois hypothèses :
- le principe de relativité ;
- la constance de la vitesse de la lumière c ;
- l'existence des transformations de Lorentz, qu'il rattache aux équations de Maxwell.

Autrement dit, Poincaré ne voit pas que les transformations de Lorentz découlent logiquement des deux premiers principes alors qu'elles peuvent s'en déduire essentiellement si l'on considère que ce sont des transformations de l'espace et du temps.
D'après Pais, Poincaré maintient encore la nécessité de cette troisième hypothèse en 1909, d'où la conclusion de celui-ci : « il ne comprit donc pas l'une des caractéristiques les plus fondamentales de la relativité restreinte ».
Georges Lochak reprend cette même argumentation, en précisant de plus les points suivants :
- Poincaré attache essentiellement la relativité aux équations de Maxwell et donc à l'électromagnétisme, alors qu'un des fondements de la Relativité Restreinte est de considérer qu'elle s'applique à toute la physique.
- Dans les transformations de Lorentz, Poincaré introduit un coefficient arbitraire Epsilon dont la seule caractéristique est d'être inférieure à 1. Alors que si on considère les transformations de Lorentz comme une transformation de l'espace et du temps, ce coefficient prend une signification physique v/c.
- Poincaré considère les transformations de Lorentz comme une forme de contraction physique qui serait due à une force quelconque, alors que si on considère la Relativité Restreinte comme une théorie de l'espace-temps, les transformations de Lorentz ne sont qu'un effet de perspective.

#### Arguments des défenseurs du point de vue P2
À cette époque, la physique newtonienne avait une emprise très forte sur les physiciens. Plusieurs siècles de vérification des lois newtoniennes par l'expérience rendait sa remise en cause difficile. Poincaré, bien qu'ayant approché par les mathématiques bien des aspects de la relativité restreinte, ne put se résoudre à franchir le pas qu'imposait la relativité. Einstein, quant à lui, travaillant à l'office des brevets à Berne était assez coupé du monde de la recherche. De plus, il possédait un esprit critique qui lui faisait remettre en cause beaucoup de concepts. C'est sans doute ceci qui lui permit de franchir ce cap en premier.

#### Arguments des défenseurs du point de vue P3
Jules Leveugle a comparé le célèbre article d'Einstein du 26 septembre 1905 et l'article de Poincaré du 5 juin 1905. Leveugle affirme qu'Einstein a présenté exactement les mêmes équations sans aucune interprétation nouvelle par rapport à Poincaré. Leveugle décrit le facteur Epsilon de Poincaré (= v/c) qui prend correctement des valeurs inférieures à l'unité tout simplement parce que Poincaré a normalisé les équations, mettant c = 1. Leveugle souligne que Poincaré a appelé le principe de la relativité le point essentiel, critère d'où découlent les transformations correctes de Lorentz.
Leveugle ajoute que le principe de la relativité de Poincaré s'applique aux « phénomènes physiques » (la mécanique) et non pas seulement à l'électromagnétisme et cite Poincaré : « Relativité, d'après laquelle les phénomènes physiques doivent être les mêmes soit pour un observateur fixe, soit pour un observateur entraîné dans un mouvement uniforme ».

### Interprétation du temps par Poincaré
C'est Poincaré qui a donné à l'ensemble des formules de transformation le nom d'« équations de Lorentz ». Il indique dans son cours de 1898 que le temps local que Lorentz présentait comme un paramètre fictif n'avait pas de raison de ne pas être considéré comme le temps tout court, qui serait relatif et non pas absolu. En juin 1905, Poincaré signale également que l'ensemble des transformations en question forme une structure de groupe sur l'espace-temps et que le terme (x² + y² + z² − c² t²) constitue un invariant du groupe. Dans un texte publié en 1915, Lorentz approuve le point de vue de Poincaré.
Le livre de T. Damour contient une analyse comparée du concept de temps chez Poincaré et Einstein montrant la valeur de ce qu'apporte Einstein. Il y est écrit:
« Une conséquence cruciale de la limitation de l'horizon conceptuel de Poincaré est que le « temps local », dont il parle dans le texte de 1904 cité ci-dessus, diffère de façon essentielle du « temps » qu'Einstein attribue à un référentiel en mouvement. En effet, une lecture attentive du texte de Poincaré de 1904, des cours qu'il donna à la Faculté des Sciences de Paris pendant l'hiver 1906-1907 et d'un article publié en 1908, montre que le « temps » dont parle Poincaré est toujours un temps dont la « seconde » est battue par des horloges en « repos absolu ». »
À cet égard, si l'on peut discuter le fait qu'Einstein ait lu ou non Poincaré avant juin 1905, il convient de se demander si Poincaré avait lu l'article de 1905 d'Einstein par la suite.
La conclusion de T. Damour sur le sujet est: « Comme Lorentz et Poincaré pensaient toujours le temps en termes de temps universel absolu de Newton, ils n'ont jamais suggéré, comme Einstein le fit, qu'une horloge en mouvement puisse battre un temps différent de celui d'une horloge au repos. »
Cela nécessite donc le concept d'« horloge en repos ». Or pour savoir si une horloge est au repos ou en mouvement, il faut pouvoir distinguer le repos du mouvement. Pour cela, Poincaré considère que tout mouvement est relatif à l'éther, toujours considéré comme fixe. Il estime qu'un objet en mouvement dans l'éther se déforme en fonction de sa vitesse relativement à l'éther. Pour ce faire, Poincaré réalise une linéarisation des équations d'Euler, de manière à évacuer le terme d'advection et donc rendre ainsi la dérivée totale (ou lagrangienne ou particulaire) proportionnelle à la dérivée partielle (ou eulérienne), ceci, grâce aux transformations « de Lorentz » qu'il invente pour l'occasion.

### Une relativité avec éther
La synthèse que fait par exemple Stephen Hawking crédite Lorentz et Poincaré des transformations mathématiques et Einstein de l'interprétation physique. Il croit que Poincaré mériterait une plus grande reconnaissance de son travail, mais ne conteste pas le mérite d'Einstein.
Mais d'autres physiciens, par exemple Michel Paty, soulignent qu'on pourrait parfaitement développer une autre physique, mathématiquement équivalente, à partir de l'interprétation de Poincaré des travaux de Lorentz. Christian Bracco et Jean-Pierre Provost soulignent qu'une relativité avec éther est parfaitement cohérente.
Même sans éther, on peut conserver le temps absolu de Poincaré en considérant la dilatation comme n'étant qu'une apparence ; Élie During montre qu'une telle interprétation de la relativité, défendue par Édouard Guillaume, a pu influencer Bergson dans son livre Durée et Simultanéité (1922), bien que ce dernier se défende explicitement de vouloir réintroduire le point de vue d'une relativité avec éther, avec système privilégié. Cette critique du « ralentissement des horloges » est bien entendu défendable d'un point de vue physique, à condition de s'en tenir à des référentiels non accélérés. Dans le cas de référentiels accélérés, la question se pose de savoir quelle portée donner à la pluralité des temps associés aux différents systèmes. Bergson demande : en quel sens un temps « dilaté » est-il un temps « réel »?
En 1999, Yves Pierseaux, formé à la philosophie et à la physique, a publié un ouvrage, qui rassemble toute une série d’indices physiques, épistémologiques, historiques permettant de penser qu’il y a en vérité deux théories de la relativité restreinte, certes très proches, mais fondamentalement différentes (une « structure fine »).
D'après Darrigo, la théorie issue de Poincaré est en quelque sorte un sauvetage de l'univers pré-relativiste : l'éther y est doté de toutes les propriétés de contraction nécessaire pour que tout se passe comme dans la théorie d'Einstein, où il n'existe simplement pas. La conservation d'un temps absolu apparaît quant à elle comme une hypothèse inutile et alourdissant la structure : en effet, en postulant l'équivalence des référentiels, Einstein fait émerger spontanément les transformations et l'univers de Poincaré est en comparaison une construction artificielle.
Surtout, appliquant le rasoir d’Ockham, entre plusieurs théories aboutissant exactement aux mêmes effets mesurables, les physiciens (cela s'applique à d'autres sciences) choisissent obligatoirement celle qui explique ces effets avec le moins d'objets non observables directement. Donc, il est équivalent de dire « tout se passe comme si l'éther n'existait pas » et « l'éther n'existe pas ».

## Controverses au sujet de la théorie de larelativité générale

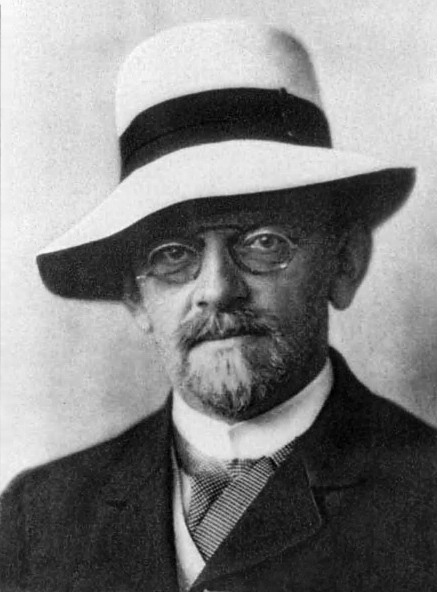
David Hilbert (en 1912)

### Faits le plus communément admis
La controverse porte sur l'antériorité de la publication de l'équation d'Einstein. En effet, Hilbert a publié, avec cinq jours d'avance sur Einstein, la forme correcte de la loi de déformation. Le point de vue le plus communément admis se fonde sur l'historique de cette découverte :
- À partir d'octobre 1912, Einstein se consacra presque exclusivement à la relativité générale et se débattit plusieurs années avec les mathématiques nécessaires à l'unification de la gravitation et de la relativité restreinte. Aidé du mathématicien Marcel Grossmann, il s'attaqua à la compréhension de la géométrie différentielle afin de résoudre ces problèmes[32].
- En 1914 et 1915, alors qu'Einstein et Grossmann n'arrivaient pas à trouver une solution pleinement satisfaisante, Hilbert se prit de passion pour la physique. Les articles d'Einstein le fascinant, il l'invita à venir le voir en juin 1915. Einstein lui fit plusieurs cours sur la relativité restreinte[33].
- Peu de temps après, Einstein reprit tous ses calculs avec Grossmann. Peu à peu, ils réussirent à corriger les erreurs et à se débarrasser de la nécessité de recourir à un référentiel quelconque. Einstein présenta alors la forme définitive de sa loi de déformation à la session de l'Académie le 25 novembre 1915.
- Hilbert, quant à lui, se pencha sur les travaux et trouva la solution correcte en quelques semaines. Plus rompu aux mathématiques, il ne suivit pas le chemin parcouru par Einstein, ponctué d'erreurs et d'essais, mais par une route mathématique directe et élégante. Il présenta sa démonstration et la loi qui en résultait le 20 novembre 1915 à l'Académie des sciences de Göttingen.
- Rapidement et en accord avec Hilbert, la loi de déformation porta le nom d'équation d'Einstein, plutôt que le nom de Hilbert. Il est communément admis qu'Einstein a accompli la majeure partie du travail et que, sans ses travaux, les lois de la relativité générale n'auraient pas été découvertes avant plusieurs décennies[34].

### Controverse
Cette version des faits n'a donné lieu à aucune controverse pendant une centaine d'années. Cependant, récemment, plusieurs voix se sont élevées pour remettre en cause certains faits :
- Hilbert aurait[pourquoi ?] écrit, dans son article de 1915 où il donne les équations du champ de gravitation dans le cadre relativiste, meine Theorie, soit ma théorie, s'attribuant[réf. nécessaire] ainsi la primauté de la découverte[35],[36] ;
- Les recherches historiques de Leo Corry en 1997 ont démontré que dans la première version de l’article publié par Hilbert (antérieur à celui d’Einstein), les équations sont erronées. Hilbert ne parvint aux équations correctes qu’après publication de celles-ci par Einstein qui les obtint toutefois d’une manière différente de celle adoptée par Hilbert. Toutefois, l’article de Corry a été critiqué par Friedwardt Winterberg en 2004 dans le journal Naturforsch, réaffirmant la thèse de l’antériorité de David Hilbert.

## Origines des controverses
Les raisons possibles à ces controverses sont :
- un flou historique sur qui a fait quoi en premier et sur ce que chacun voulait dire :
  - par exemple, certains voient dans les travaux de Poincaré tous les aspects de la relativité restreinte, alors que d'autres n'y voient que des outils mathématiques ;
  - le livre La Science et l'Hypothèse (1902) contient des extraits qui correspondent aux points les plus importants de la relativité restreinte, comme le montre Jean-Claude Boudenot. Le problème est que les lecteurs actuels du livre de Poincaré y trouvent une théorie qu'ils connaissent ;
  - certains détracteurs d'Einstein en France se plaignent du fait que les traductions des articles d'Einstein sont constamment réactualisées (traduites dans le français des physiciens les plus récents), alors que les articles de Poincaré sont lus en version originale. Une traduction de Poincaré en langage contemporain a été proposée[37]. Là encore, le problème est que le traducteur, connaissant la relativité, peut injecter dans l'article des notions que l'auteur ignorait ;
  - le fait que les intéressés correspondaient entre eux, toutes leurs lettres n'ayant pas été publiées ;
  - un délai assez court entre les publications de Poincaré, Hilbert et Einstein (comme on l'a vu plus haut, Hilbert et Einstein ont publié à cinq jours d'intervalle) ;
- une réaction contre la sacralisation exagérée d'Einstein, le grand public en ayant fait une icône au détriment d'autres savants antérieurs comme postérieurs. Par exemple, il existe un dessin animé nommé Les Petits Einstein. Aucun autre physicien du XXe siècle n'a pénétré à ce point la culture populaire ;
- dans certains cas, le combat mathématiciens/physiciens, les premiers voulant rendre crédit à Poincaré pour certaines découvertes, ce dernier étant jugé comme un peu occulté par Einstein dans la perception du grand public[38] ;
- et d'autres motivations moins honnêtes :
  - antisémitisme[39],
  - chauvinisme français[40]. Cette motivation était déjà invoquée dans l'affaire où Michel Chasles fut abusé par des lettres d'un faussaire (Vrain-Lucas) qui attribuaient à Blaise Pascal les découvertes d'Isaac Newton[41],
  - des auteurs cherchant un sujet facile et accrocheur qui fera parler d'eux[42].

Certains auteurs, de plus, citent Poincaré de manière biaisée. Par exemple, en réponse à Yves Pierseaux qui affirme : « Il y a non pas une mais deux RR,
écrit-il : la RR avec éther de Poincaré et la RR sans éther d’Einstein-Planck-Minkowski. », les partisans de Poincaré opposent la citation de La Science et l'Hypothèse (1902) « Peu nous importe que l'éther existe réellement, c'est l'affaire des métaphysiciens ... un jour viendra sans doute où l'éther sera rejeté comme inutile ». Or la citation non tronquée est : « Peu nous importe que l'éther existe réellement, c'est l'affaire des métaphysiciens ; l'essentiel pour nous c'est que tout se passe comme s'il existait et que cette hypothèse est commode pour l'explication des phénomènes. Après tout, avons-nous d'autre raison de croire à l'existence des objets matériels ? Ce n'est là aussi qu'une hypothèse commode ; seulement elle ne cessera jamais de l'être, tandis qu'un jour viendra sans doute où l'éther sera rejeté comme inutile. » Ainsi Poincaré n'était pas réellement allé aussi loin qu'Einstein et son questionnement sur l'éther était une question sur la philosophie des sciences en général.

## Attitude d'Einstein
L'article d'Einstein considéré comme fondateur de la relativité ne comporte aucune référence à d'autres auteurs. Cette omission est employée comme argument contre Einstein. Mais il s'agit d'un trait assez général chez le physicien allemand. Quand il dut définir en quelques phrases les deux théories de la relativité dans une lettre à Robert Amiet, il ne cita que les noms de Lorentz et James Clerk Maxwell pour la relativité restreinte (et employa l'adjectif newtonien) et aucun nom pour la relativité générale. Il n'employa pas non plus la première personne. En 1929, Einstein écrivit un article sur le Fernparallelismus ne se référant à aucun travail antérieur, même les siens.
Il arriva à Einstein d'être sollicité par des auteurs réclamant qu'Einstein fasse mention de leurs propres travaux. Gustave Le Bon écrivit à Einstein en 1922 pour lui demander de signaler qu'il avait trouvé vingt ans plus tôt l'équivalence énergie-matière (E=mc2), en lui donnant des références. Einstein répondit qu'il l'aurait mentionné s'il en avait eu connaissance et demanda à Le Bon de lui en dire plus sur sa démarche. Le Bon lui donna des références parlant de lui, mais aucune ne mentionnait de démonstration de son équivalence énergie-matière, avec un facteur selon Le Bon de « 510 milliards de kilogrammètres par gramme ». Einstein ne pouvait donner suite à la requête, ce facteur étant dix-huit fois inférieur à c², facteur démontré par la relativité restreinte. Face aux accusations de Le Bon : « Je crois bien que vous ne lisez que vos propres travaux » ou « J'ai le regret de constater qu'une fois de plus les Germains ont conservé l'habitude d'ignorer totalement les travaux des étrangers. », Einstein donna deux réponses applicables à l'ensemble des polémiques : « Il est juste que ma connaissance de la litérature (sic) est relativement faible, mais j'ai toujours cherché à rendre justice à tous les auteurs dont je connaissais les traveaux (sic). » (En français dans le texte, d'où les fautes d'orthographe liées à sa connaissance moyenne du français) et « Finalement je vous assure que les crimes contre la propriété intellectuelle sont des affaires personnelles et non nationales. »
Les biographes de Le Bon jugent par ailleurs sa démarche plutôt orgueilleuse.
Élie Cartan écrivit lui aussi à Einstein pour lui demander de signaler que la notion de Fernparallelismus (parallélisme absolu) qu'il employait dans ses articles de 1929 était un cas particulier d'une notion développée par Cartan : l'espace à connexion euclidienne (en). Einstein, qui respectait grandement Cartan, lui proposa de rédiger un historique de la notion, qu'Einstein ferait publier en complément de son prochain article sur le sujet, ce que Cartan accepta volontiers.

## Histoire
Si la campagne a été particulièrement virulente au début du XXIe siècle, elle n'est pas vraiment nouvelle et ce n'est pas non plus la première campagne en ce sens contre Einstein puisque Philipp Lenard avait attribué l'équation E=mc² à Friedrich Hasenöhrl, pour en faire une création aryenne (Hasenöhrl a été un précurseur pour un cas particulier, mais avec une erreur de calcul, et comme Einstein citait peu les travaux l'ayant inspiré, il est impossible de savoir s'il avait lu l'article en question).
Édouard Guillaume, cousin de Charles Édouard Guillaume et éditeur de Poincaré, fut un des premiers à contester le travail de découvreur d'Einstein. Angelo Genovesi, dans son livre Il Carteggio tra Albert Einstein ed Edouard Guillaume. « Tempo universale » e teoria della relatività ristretta nella filosofia francese contemporanea, présente même Guillaume comme celui sur lequel s'appuyèrent tous les opposants d'Einstein, que ce soit ceux qui contestaient qu'Einstein fût le réel découvreur de la relativité ou les opposants pour des raisons philosophiques (Henri Bergson). C'est effectivement encore sur Guillaume que s'appuient Jules Leveugle et, par l'intermédiaire de ce dernier, Maurice Allais.
La controverse n'a pas été déclenchée par les intéressés eux-mêmes. Poincaré ne semble pas avoir revendiqué publiquement la paternité contre Einstein, cependant il mourut le 17 juillet 1912, soit plus de 8 ans avant qu'Einstein ne soit reconnu publiquement à ce titre par l'attribution du prix Nobel décerné le 10 décembre 1921. De même, Hilbert, à la suite d'un exposé qu'il avait demandé à Einstein sur la relativité restreinte et les problèmes liés à la gravitation, se pencha sur les calculs et trouva l'Équation d'Einstein 5 jours en avance sur Einstein, étant davantage rompu aux mathématiques qu'Einstein. Cependant, la dénomination « Équation d'Einstein » a été acceptée par la communauté scientifique de l'époque.
Contrairement à l'histoire du calcul infinitésimal qui vit Isaac Newton et Gottfried Wilhelm Leibniz se disputer les honneurs de la découverte, la relativité restreinte a vu le jour dans un contexte de bonnes relations entre Einstein et Lorentz qui ont échangé des lettres bien après la publication de la théorie.
De plus, Einstein a toujours entretenu d'excellentes relations avec le monde scientifique français. Certains partisans de Poincaré affirment que Paul Langevin aurait pu contribuer à la reconnaissance de Poincaré. Mais Langevin n'aurait certainement pas accusé son ami Einstein de plagiat.

## Le comité Nobel et la relativité
Le fait que la théorie de la relativité n'a été récompensée par aucun prix Nobel est assez lié à la controverse. Le comité Nobel aurait souhaité codécerner le prix à Einstein, Lorentz et Poincaré[réf. nécessaire], ce qui aurait constitué une officialisation de la thèse du partage des rôles sans plagiat. Mais Poincaré est mort peu de temps après la publication de la théorie et avant que son importance n'apparaisse vraiment. Cette absence de prix Nobel devient alors un argument contre Einstein.
Immédiatement après son exposé, la relativité, même en la supposant juste, apparaît très compliquée mathématiquement alors qu'elle ne donne qu'exceptionnellement des résultats ayant des différences significatives avec ceux que les spécialistes obtiennent par la physique newtonienne. À la limite, il semble même à l'époque que la relativité bénéficie de plus d'attention qu'elle n'en mérite. La physique des particules a réfuté cette idée initiale, mais trop tard pour récompenser les découvreurs de la relativité.
Un dernier motif est une répugnance du comité Nobel à récompenser les travaux trop théoriques. Or, il faut attendre longtemps pour voir des effets expérimentaux exclusifs à la théorie de la relativité (pas seulement des variations de mesures), comme le paradoxe des jumeaux (les décalages d'horloge ont depuis été effectivement mesurés).

## Thèses plus marginales
D'autres auteurs se voient parfois attribuer certains pans de la théorie de la relativité. L'équation E=mc2 est parfois attribuée à Friedrich Hasenöhrl ainsi qu'à Wilhelm Wien, Olinto de Pretto, S. Tolver Preston.

## Rôle de Mileva Einstein

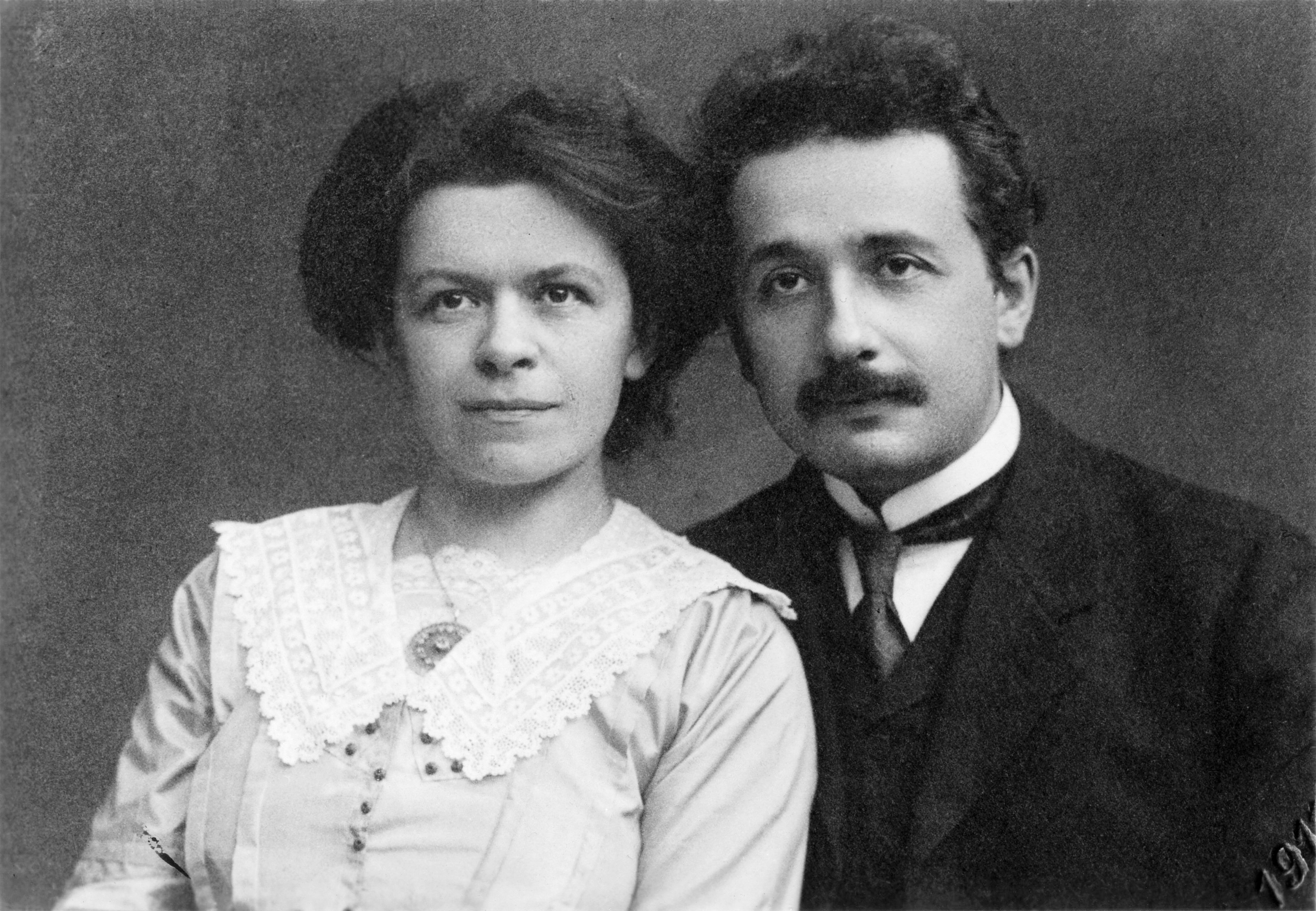
Mileva Marić et Albert Einstein en 1912.

Quant à la théorie de la relativité en général, quelques auteurs en attribuent également des pans à Marcel Grossmann ou Mileva Einstein (née Marić). Ici il est impossible de trancher puisque tous deux ont volontairement aidé Einstein en travaillant ensemble, donc sans laisser de correspondance sur leur collaboration. 

### Controverse
En ce qui concerne Mileva, les historiens lui attribuant un rôle sérieux sont peu nombreux. L'essentiel de leurs arguments repose sur le fait que, dans ses lettres à Mileva, Albert parle de façon récurrente de notre théorie (par exemple en 1901, il écrit « comme je serai heureux et fier quand nous aurons tous les deux ensemble mené notre travail sur le mouvement relatif à une conclusion victorieuse ! », et en 1903 il lui écrit « notre article » à propos d'un article pourtant signé de lui seul). Abram Ioffé, collaborateur de Wilhelm Röntgen et une des rares personnes ayant eu en main l'original, détruit par Albert lui-même, de l'article du 26 septembre 1905, a affirmé qu'il était signé « Einstein-Marity » : mais, pour les uns, les originaux montrent clairement que Ioffé désignait une seule personne (un employé de Berne) en utilisant une convention courante en Suisse de désigner une personne en y adjoignant le nom de sa femme, tandis que pour d'autres, ses déclarations en 1955 sont des réminiscences faites à un âge avancé et sans preuve. Le frère de Mileva a décrit comment il avait vu le couple travailler ensemble, calculer et débattre,.
Leurs opposants rétorquent que Mileva n'a publié aucun travail de physique majeur à son nom, y compris après leur séparation, alors qu'Albert fut un physicien tout aussi prolifique après leur séparation. Ils ne croient donc pas qu'elle ait jamais été une grande physicienne.
Il ne faut toutefois pas oublier qu'à l'époque, le nombre de femmes à accéder au rang de chercheur était limité (voir l'article Place des femmes en sciences pour plus de détails), la collaboration avec un chercheur masculin était obligatoire et il était courant que seul l'homme soit admis à comparaître devant le jury.
Pour Yves Gingras, s'opposant à un avis contraire , l'ouvrage d'Allen Esterson and David C. Cassidy paru en 2019 et analysant toutes les sources disponibles concernant cette question conclut qu'une contribution scientifique significative de Mileva aux publications d'Einstein est plus qu'improbable, mais encore que les affirmations contraires se fondent sur des suppositions, des hypothèses peu plausibles et des déformations des sources existantes.

### Les positions principales du débat
- Senta Trömel-Plötz, linguiste et auteure allemande, affirme que Mileva Marić n’a pas eu les idées fondamentales, mais qu'elle a apporté les preuves mathématiques des idées d’Albert Einstein (Mileva Einstein-Marić, Die Frau, die Einsteins mathematische Probleme löste, Basler Magazin, 16, 21 avril, 1990, p. 7) ;
- Evan Harris Walker, du Cancer Research Institute, défend la thèse que Mileva et Albert ont travaillé en groupe, que Mileva a fait des découvertes majeures pour la physique moderne (in Physics Today, février 1991) ;
- Christopher Jon Bjerknes, auteur de Albert Einstein : The Incorrigible Plagiarist, tente de démontrer que Mileva avait effectivement contribué significativement aux articles publiés plus tard sous le nom d'Albert Einstein. Il accuse Einstein de ne pas avoir cité, dans ses articles, ses collègues ayant effectué des travaux dans la même matière (Infinite Energy Magazine, 8, 49, mai/juin 2003, p. 65-68). L'œuvre de Bjerknes vise essentiellement à briser le mythe déifiant Albert Einstein et le rendant incontestable, ce qui peut rendre contestable sa démarche « à charge ».
- John Stachel décrit Mileva dans son livre Collected Papers of Albert Einstein comme sounding board. Il ne voit aucune preuve qui démontre que Mileva Marić a contribué aux travaux de son mari (in Physics Today, février 1989) ; lire aussi : (en) Stachel (2002), (en) Stachel (2005)
- Alberto A. Martínez, du Center for Einstein Studies de l'université de Boston, affirme que Mileva Marić n’a pas contribué à la théorie de la relativité restreinte d’Albert Einstein en 1905, et critique l'analyse de Walker en montrant les propos originaux de Ioffe, et diverses autres analyses (Physics World, avril 2004, page 14) ; lire aussi : (en) Handling evidence in history: the case of Einstein's Wife ;

## Dans la culture populaire
Un personnage du roman Hunter de William Luther Pierce affirme qu'Einstein s'est vu attribuer de nombreuses découvertes sur la relativité qui sont dues à d'autres personnes.